# Metropolia delle isole dei Principi

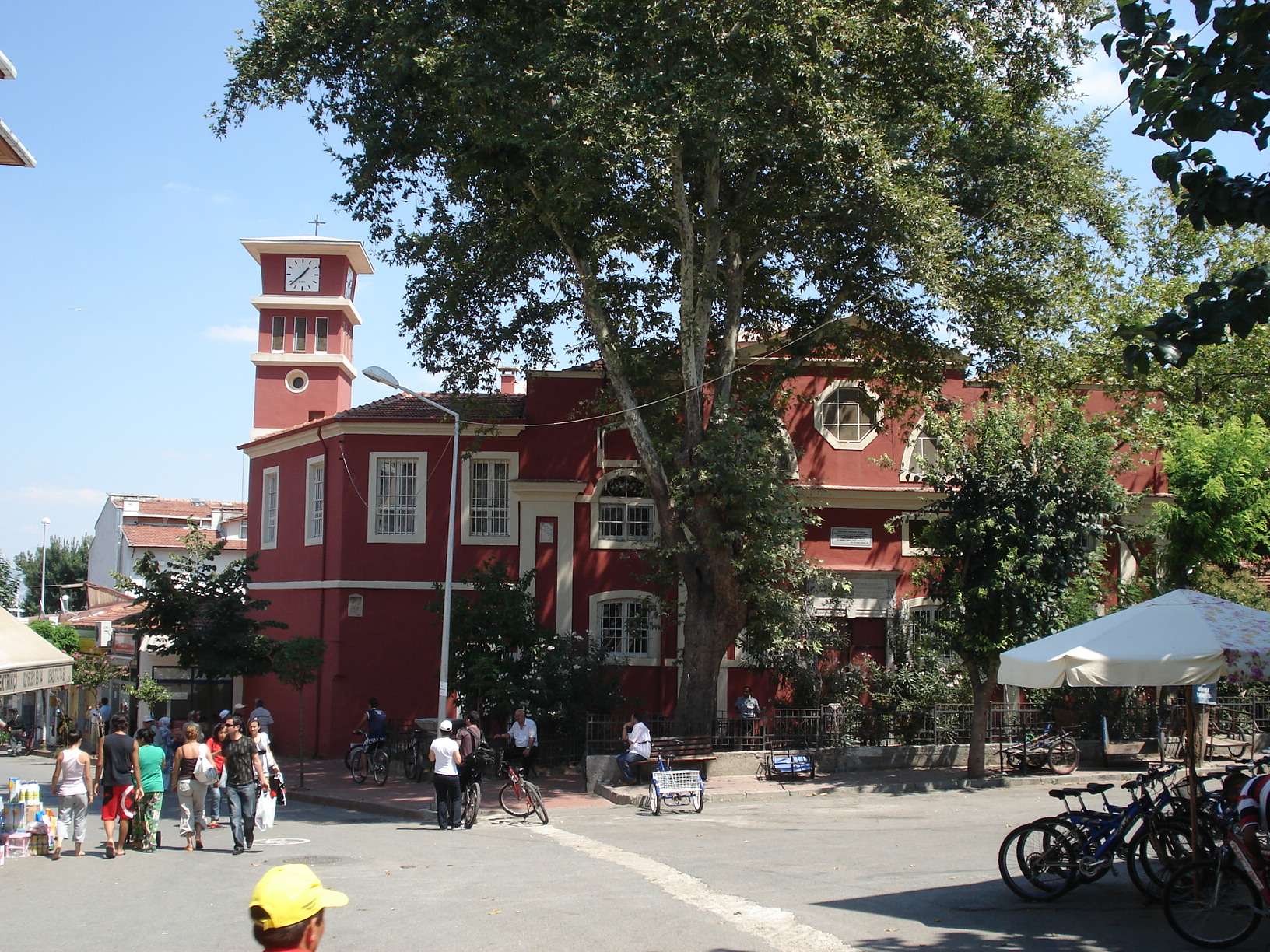
La chiesa di San Nicola a Heybeliada.

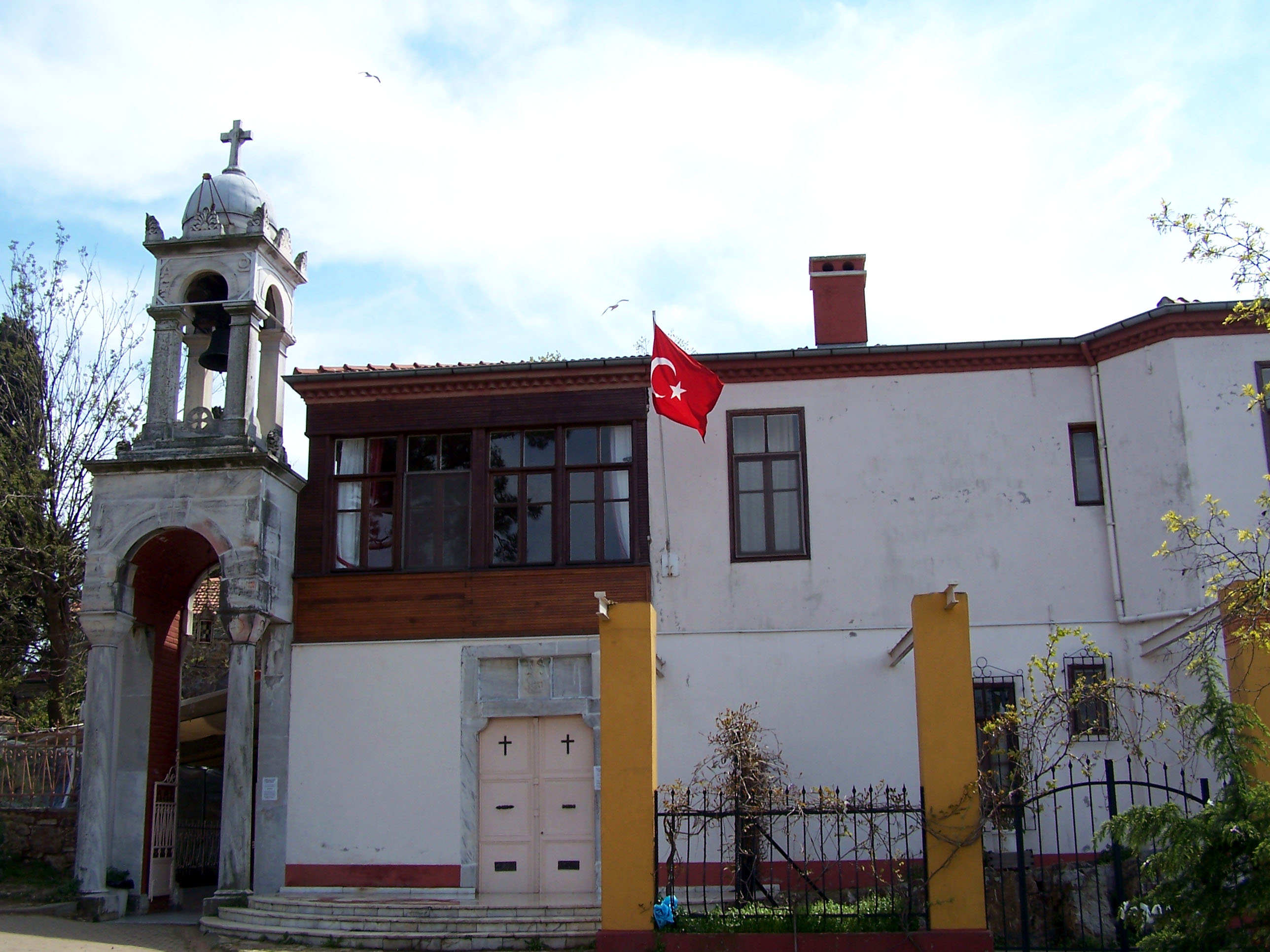
Il monastero di San Giorgio a Büyükada.

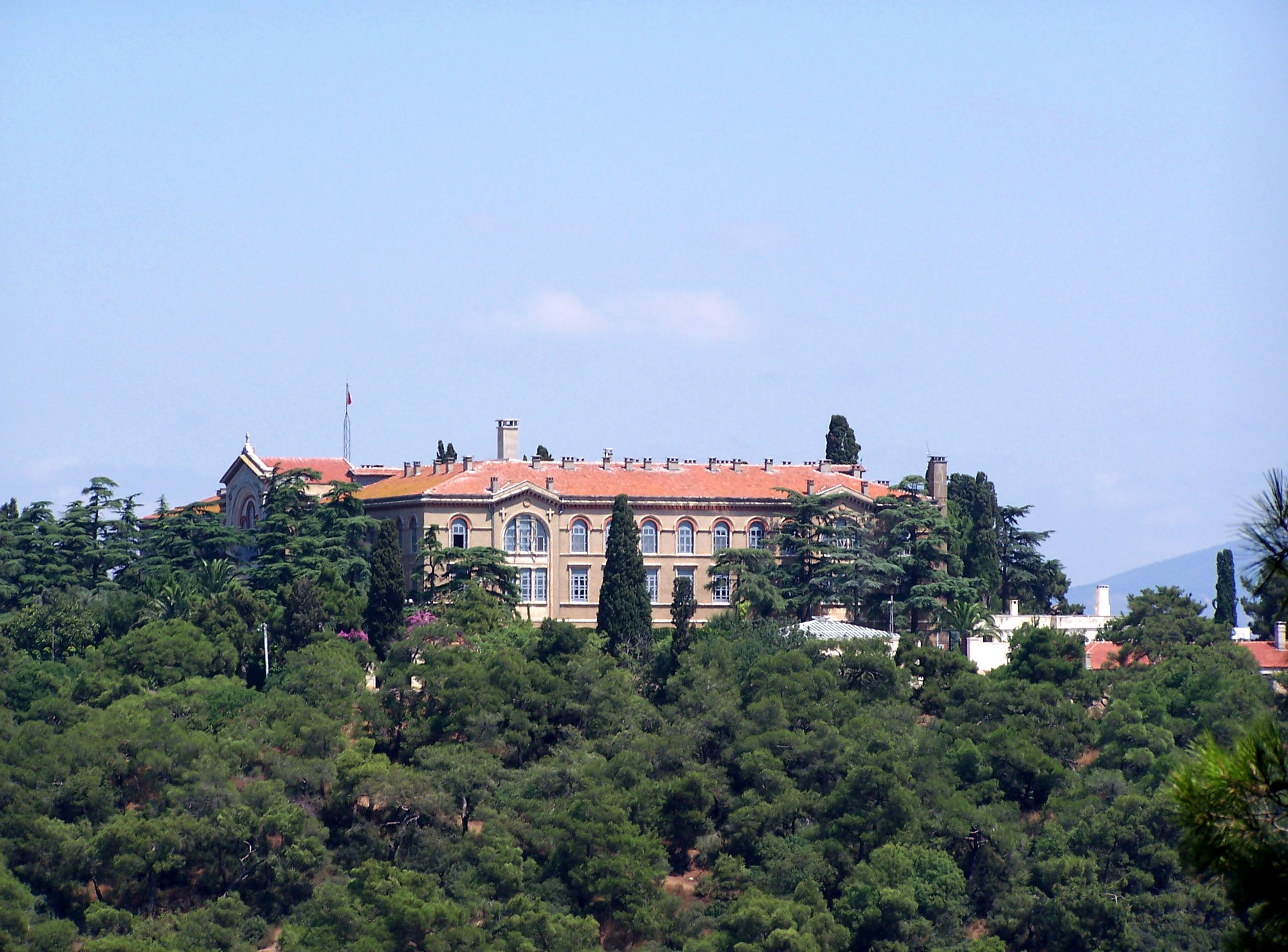
La Scuola Teologica di Halki.

La metropolia delle isole dei Principi (in greco: Ιερά Μητρόπολις Πριγκηποννήσων) è una diocesi del patriarcato di Costantinopoli in Turchia. Costituisce una delle circoscrizioni ecclesiastiche attive del patriarcato in territorio turco, benché quasi spopolate.
Dal 19 aprile 2018, metropolita delle Isole dei Principi, ipertimo ed esarca di Propontide, è Demetrio Kammatas.

## Territorio
La metropolia comprende l'arcipelago delle isole dei Principi costituito da nove isole site davanti alla costa asiatica di Istanbul. Amministrativamente le isole costituiscono un distretto del comune metropolitano di Istanbul.
Sede della metropolia è Büyükada, dove si trova la cattedrale di San Demetrio.
La metropolia comprende 12 chiese nelle isole di Büyükada, Heybeliada, Burgazada e Kınalıada.

## Storia
La metropolia è stata eretta nel gennaio 1924 dal patriarca Gregorio VII di Costantinopoli. Inizialmente, la metropolia comprendeva solo le isole di Proti, Antigoni, Halki e Prinkipo. Il resto delle isole dell'arcipelago apparteneva alla storica metropolia di Calcedonia. Poco dopo, anche il resto delle isole dei Principi passò alla nuova metropolia. La sede della metropoli, sotto il metropolita Agapios (1977-1979) era sull'isola di Antigoni, mentre il suo successore Callinico spostò la sede a Halki.
Ad Halki si trova la scuola teologica del patriarcato, chiusa nel 1971.

## Cronotassi
- Agatangelo Konstantinidis-Magnis † (20 marzo 1924 - 2 aprile 1927 eletto metropolita di Calcedonia)
- Tommaso Savvopoulos † (2 aprile 1927 - 12 marzo 1946 eletto metropolita di Calcedonia)
- Doroteo Georgiadis † (12 marzo 1946 - 21 marzo 1974 deceduto)
- Costantino Charisiadis † (26 marzo 1974 - 15 marzo 1977 eletto metropolita di Derco)
- Agapio Ioannidis † (22 marzo 1977 - 29 agosto 1979 deceduto)
- Callinico Alexandridis † (18 settembre 1979 - 5 novembre 1985 eletto metropolita di Listra)
- Simeone Amaryllios † (9 giugno 1987 - 9 luglio 2002 eletto metropolita di Nicomedia)
- Giacoo Sophroniadis † (9 luglio 2002 - 28 marzo 2018 deceduto)
- Demetrio Kammatas, dal 19 aprile 2018